# Городецкий, Леонид Алексеевич
Леонид Алексеевич Городецкий (1905—1970) — советский военачальник, полковник (1943). Начальник штаба 16-го танкового корпуса, участник Великой Отечественной войны.

## Биография
Родился  8 августа 1905 в Москве.
С 1927 года призван в ряды РККА и направлен для обучения в 1-й Советской объединённой военной школе РККА имени ВЦИК. С  1930 по 1932 год служил в войсках Белорусского военного округа в должности командира пулемётного взвода и пулемётной роты 24-м стрелкового полка в составе 8-й стрелковой дивизии. С 1932 по 1935 год в составе войск ОКДВА в должностях помощника командира бронеплощадки 9-го отдельного дивизиона бронепоездов, командира бронеплощадки и помощника командира бронепоезда №8. С 1935 по 1939 год — командир учебной роты, помощник начальника и начальник штаба моторизованного батальона, начальник 5-й части в штабе 23-й механизированной бригады. С 1939 по 1941 год обучался в Военной академии РККА имени М. В. Фрунзе.
С августа 1941 года участник Великой Отечественной войны, август — октябрь 1941 года находился в должности старшего помощника начальника оперативного отдела штаба 3-й армии в составе Западного фронта, участник Смоленского сражения. В конце августа — начале сентября 1941 года армия участвовала в Рославльско-Новозыбковской наступательной операции.
В октябре 1941 года 3-я армия участвовала в Орловско-Брянской оборонительной операции. С октября по ноябрь 1941 года — заместитель начальника штаба по оперативной работе 27-й танковой бригады  16-й армии в составе войск Западного фронта, участвовал в Московском сражении. 17 ноября 1941 года был тяжело ранен под Волоколамском. С 6 марта по июль 1942 год — начальник штаба 27-й танковой бригады. С 30 июля по 9 августа 1942 года — командир 27-й танковой бригады, был участником  Воронежско-Ворошиловградской операции. С 9 августа по 20 сентября 1942 года — начальник штаба 16-го танкового корпуса, в сентябре 1942 года вновь был тяжело ранен.
С 1943 по 1944 год — старший помощник генерал-инспектора Бронетанковых и механизированных войск Красной армии. С 1944 по 1946 год — заместитель командующего Белорусского танкового военного лагеря. С 1946 по 1949 год — на педагогической работе в Криворожском горнорудном институте в должности начальника военной кафедры.
С сентября по декабрь 1949 года на педагогической работе в Харьковском механико-машиностроительном институте в должности начальника военной кафедры. С 1949 по 1952 год — заместитель командира 10-й механизированной дивизии. С февраля по октябрь 1952 года — начальник отдела кадров Управления бронетанковых и механизированных войск Главного командования войск Дальнего Востока. С 1952 по 1953 год — старший преподаватель тактики военной кафедры Горьковского политехнического института.
С 1953 года в запасе.
Скончался 23 сентября 1970 года в Черновцах.

## Награды
- Орден Ленина (20.04.1953);
- два ордена Красного Знамени (15.12.1943, 06.11.1947);
- два ордена Красной Звезды (02.12.1942, 03.11.1944);
- Медаль «За оборону Москвы» ;
- Медаль «За оборону Сталинграда» ;
- Медаль «За победу над Германией в Великой Отечественной войне 1941—1945 гг.» ;
- Медаль «30 лет Советской Армии и Флота»[10][11][1].